# Cartel des gauches

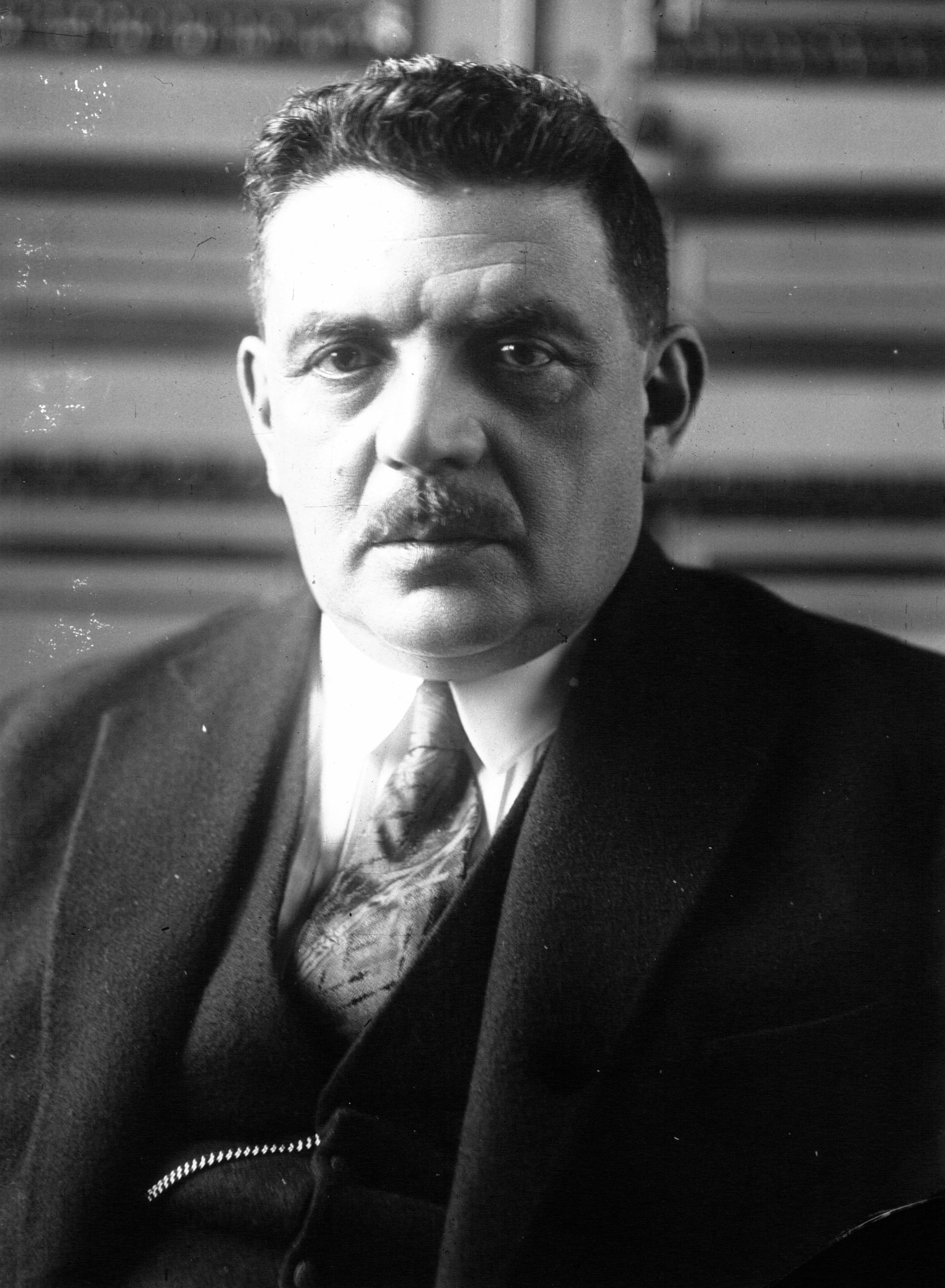
Édouard Herriot

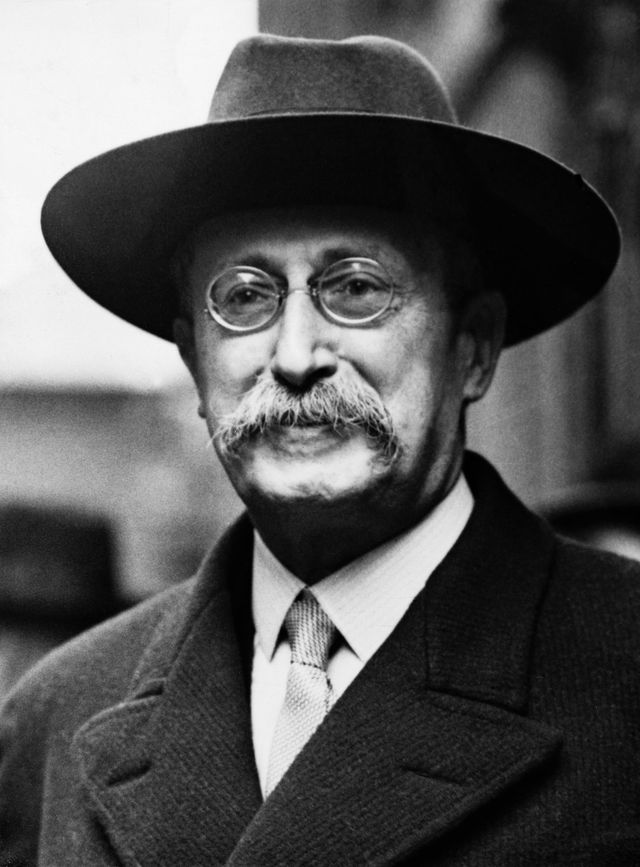
Léon Blum

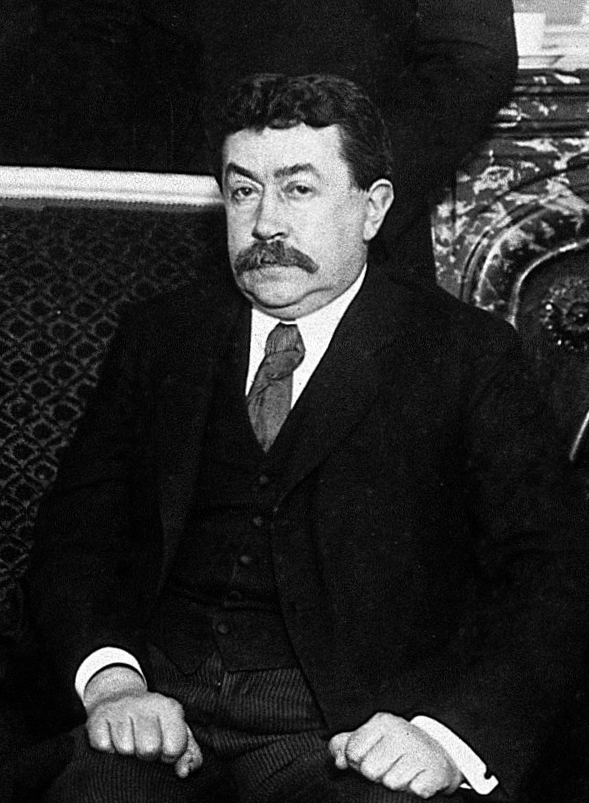
Paul Painlevé

Das  Cartel des gauches (Linkskartell) war ein Wahlbündnis, das für die Parlamentswahlen 1924 in rund 50 Départements zwischen den Radicaux indépendants, der Parti républicain, radical et radical-socialiste, der Parti républicain-socialiste (der sich unabhängige Sozialisten anschlossen) und der Section française de l’Internationale ouvrière (SFIO) gebildet wurde. Das Bündnis gewann unter Führung von Édouard Herriot die Parlamentswahlen von 1924 und 1932. Im Unterschied zur Volksfront von 1936 (die dem Cartel nachfolgte) war es keine Koalition, sondern ein lockeres Wahlbündnis.

## Geschichte

### Bildung des Kartells
Die Spaltung nach dem Kongress von Tours ermöglichte es der SFIO, sich einem neuen Bündnis mit den Radikalen zuzuwenden. Bei den Senatswahlen im Januar 1921 und den kantonalen Wahlen im Mai 1922 wurden dazu Vereinbarungen getroffen. Im Herbst 1921 gründete Paul Painlevé die Ligue de la République, in der sich die neue Generation radikaler Abgeordneter und die Republikaner-Sozialisten zusammenschlossen. Gleichzeitig erschienen zwei neue Zeitungen, die sich leidenschaftlich für die Sache der Republik einsetzten: eine Tageszeitung (Le Quotidien) und eine Wochenzeitung (Le Progrès civique). Dies waren die ersten Schritte auf dem Weg zur Bildung des Kartells, das durch die Beziehungen zwischen Sozialisten und Radikalen innerhalb der Liga für Menschenrechte und der Freimaurerlogen begünstigt wurde. Wie zu Zeiten des Bloc des gauches stützte sich das Linkskartell hauptsächlich auf die Bildung lokaler Komitees und die Unterstützung durch Denkfabriken und Freimaurerlogen. Die inoffiziell in der Confédération-générale-du-travail-nahen Fédération des fonctionnaires von Charles Laurent organisierten Beamten, insbesondere die Lehrer, unterstützten aktiv die Bildung der neuen Koalition. Mit der Zustimmung der SFIO auf dem 21. Parteitag in Marseille – die allerdings keine Regierungsbeteiligung erwog – wurde das Cartel des gauches ins Leben gerufen.
Die Wahlparolen waren sehr allgemein gehalten: Antiklerikalismus, Pazifismus, Verurteilung der Machtpraxis des Staatspräsidenten Alexandre Millerand, dem eine persönliche Machtaneignung vorgeworfen wurde. Allerdings wurde das Kartell nicht reibungslos umgesetzt:
- Die Spaltung der SFIO und ihre Folgen veranlassten mehrere ihrer Verbände, sich nicht an die Anweisungen des nationalen Verbandes zu halten: In 18 der 57 Wahlkreise wurden autonome Listen aufgestellt, in drei Wahlkreisen kam es zu Bündnissen mit aus der Kommunistischen Partei ausgeschlossenen Personen.
- Die Sozialisten waren in 21 Départements nicht vertreten, weil sie nicht organisiert waren oder sich abgespalten hatten.
- Die Radikalen konnten sich also in etwa 40 Départements nicht mit den Sozialisten verbünden. In 14 dieser Départements bildeten sie Listen mit den Republikaner-Sozialisten. In 16 weiteren bildeten sie ein Bündnis mit der Alliance Démocratique, die jedoch gegen das Kartell war.
- Einige Radikale waren auch weiterhin darauf bedacht, sich nicht vom Zentrum abzuschotten, falls es mit der SFIO nicht klappen sollte.[2]

### Wahl 1924
Der Wahlsieg des Linkskartells war ein relativer.
Trotz der sehr hohen Wahlbeteiligung (16,9 % Wahlenthaltung, die niedrigste seit 1871) erhielt die Linke insgesamt nur rund 4.200.000 Stimmen, davon 875.812 für die Kommunisten, die damals in Opposition zum Kartell und zur Rechten standen, gegenüber mehr als 4.530.000 für die Listen des ehemaligen Bloc national und 1.020.229 Stimmen für die radikal-zentralistischen Bündnislisten. Die Listen des Kartells im engeren Sinne erhielten 2.644.769 Stimmen, die homogenen Listen der SFIO 749.647 Stimmen, das heißt insgesamt 3.394.416 Stimmen für die das Kartell insgesamt, die übrigens in 28 Wahlkreisen die Mehrheit hatten.
Das Kartell war nach Stimmen in der Minderheit, aber nach Sitzen in der Mehrheit, da es von der Spaltung seiner Gegner profitierte: 286 gewählte Abgeordnete (139 Radikalsozialisten, 105 Sozialisten und 42 Republikaner-Sozialisten), zu denen noch die 41 Abgeordneten der Radikalen Linken hinzuzurechnen sind, die manchmal auf Listen des Kartells, häufiger aber auf poincaristischen Listen gewählt wurden, sich aber bemühten, sich nicht von der Radikalen Partei zu trennen. Die Abgeordneten des Zentrums und der Rechten, die dem Kartell feindlich gegenüberstanden, stellten nur 233 Abgeordnete. Der Wahlmodus, von dem sie 1919 profitiert hatten, rächte sich nun.
Albert Thibaudet prägte den Begriff Professorenrepublik für das „Triumvirat der Normaliens“, bestehend aus Léon Blum, Édouard Herriot und Paul Painlevé (außerdem saßen in der Abgeordnetenkammer 140 Anwälte und 9 Rechtsprofessoren).

### Regierungspolitik

#### Konflikt um den Präsidenten der Republik
Die erste Maßnahme der neuen Mehrheit bestand darin, den Rücktritt von Alexandre Millerand zu fordern, dem vorgeworfen wurde, seine Rolle als bloßer Schiedsrichter und seine Neutralitätspflicht entgegen der Tradition der Verfassung verletzt zu haben, indem er sich im Wahlkampf auf die Seite des nationalen Blocks und der Stärkung der Macht des Präsidenten gestellt hatte. Aus diesem Grund lehnte das Kartell die Bildung einer Regierung ab und brachte die von Millerand initiierte Regierung François-Marsal sofort zu Fall. Am 11. Juni trat Millerand zurück. Das Kartell wurde jedoch bald enttäuscht, da nicht sein Kandidat Paul Painlevé, sondern der Präsident des Senats, Gaston Doumergue, am 13. Juni zum Staatspräsidenten gewählt wurde. Am 15. Juni bildete Édouard Herriot eine vom Cartel gestützte Regierung, die letztlich ebenso wie die Folgeregierungen (Kabinett Painlevé II, Kabinett Painlevé III, Kabinett Briand VIII, Kabinett Briand IX, Kabinett Briand X und Kabinett Herriot II) an der Finanzkrise der 1920er Jahre scheiterte. Danach stützten Teile des Cartels des gauches die Regierung Poincaré IV gemeinsam mit bürgerlichen Parteien.

#### Außenpolitik
Außenpolitisch gelang es der Regierung Herriot, die internationale Isolation zu durchbrechen, in die Frankreich durch die Ruhrbesetzung 1923 geraten war. Der neue Ministerpräsident willigte ein, den Konflikt um die deutschen Reparationszahlungen zu internationalisieren, wie es Aristide Briand am Ende seiner Regierungszeit 1922 vorgeschlagen hatte: Bereits im Juni 1924 besuchte Herriot den neuen britischen Premierminister Ramsay MacDonald von der Labour Party auf dessen Landsitz in Chequers und sprach mit ihm das weitere Vorgehen ab. Auf der Londoner Konferenz (16. Juli bis 25. August 1924) erreichte er durch die Annahme des Dawes-Plans, dass Frankreich zum ersten Mal seit Kriegsende von Deutschland regelmäßige Reparationszahlungen erhielt.
Eine Abkehr von der Politik seiner Vorgängerregierungen zeigte das Cartel im Oktober 1924, indem es diplomatische Beziehungen mit der Sowjetunion aufnahm. Der ehrgeizigste Versuch, eine linke Außenpolitik umzusetzen und das pazifistische Ideal mit der Notwendigkeit nationaler Sicherheit zu versöhnen, war ein System der kollektiven Sicherheit, das Herriot unter dem Motto französisch arbitrage, sécurité, désarmement am 5. September 1924 der Völkerbundsversammlung vorstellte: Die Mitgliedsstaaten sollten sich verpflichten, im Konfliktfall ein internationales Schiedsgericht anzurufen und sich dessen Schiedsspruch unterwerfen; eine Weigerung sollte automatische Sanktionen aller anderen Mitgliedsstaaten zur Folge haben. Da somit die Sicherheit der Mitgliedsstaaten garantiert sei, könnten sie im Anschluss abrüsten. Das von ihm vorgeschlagene Genfer Protokoll wurde von der Völkerbundsversammlung enthusiastisch begrüßt und einstimmig angenommen. Weil im November 1924 aber die Regierung MacDonalds gestürzt wurde und sein Nachfolger, der Konservative Stanley Baldwin das Genfer Protokoll ablehnte, wurde es nicht in Kraft gesetzt.

### Weitere Jahre
Die Rechte gewann die Parlamentswahlen von 1928, 1932 war aber das zweite Cartel des gauches erfolgreich. Dies führte aber nicht zur Bildung linker Regierungen, da sich die SFIO einer Teilnahme versagte. In der Folge wechselten sich nach den Wahlen elf Kurzzeitregierungen ab (mit den Unruhen vom 6. Februar 1934 als Krisenhöhepunkt), bevor es mit Léon Blums Volksfrontregierung 1936 erstmals wieder eine stabile linke Regierung gab.